# Violences urbaines
 (décembre 2012).

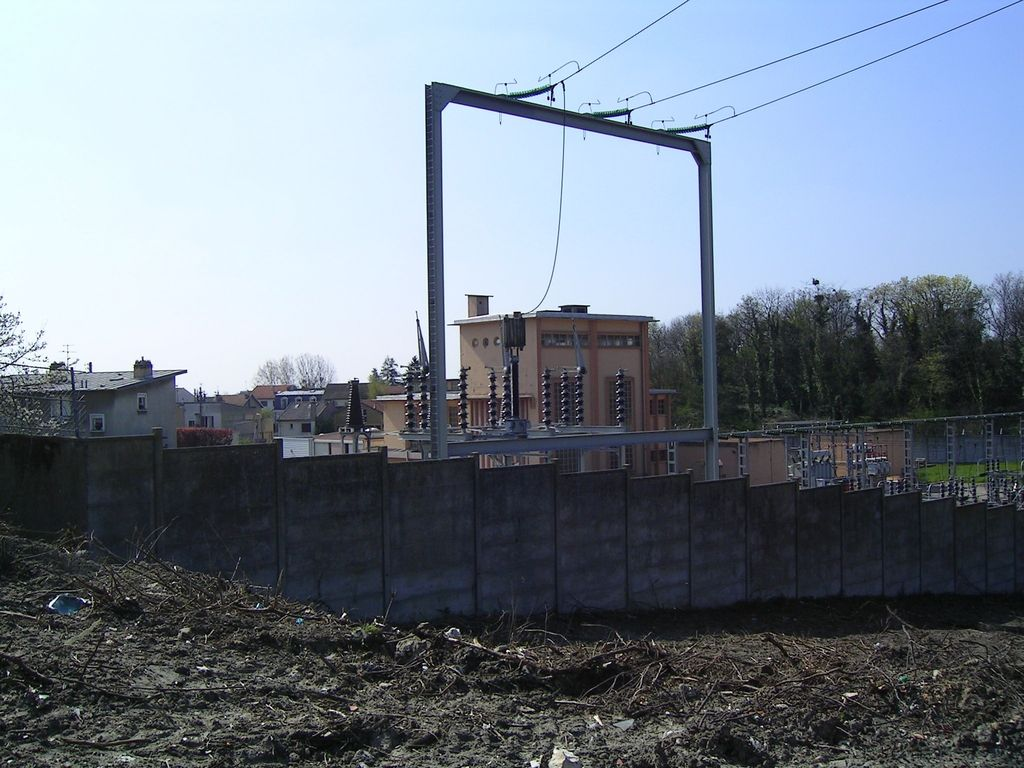
Poste de transformation EDF de Clichy-sous-Bois, où la mort de deux adolescents déclencha les émeutes de 2005 en France.

Dans les sociétés modernes, on appelle violences urbaines un phénomène d'explosion de violences collectives, en marge des villes, de la part de populations qui s'estiment défavorisées ou humiliées par les institutions. Ces violences sont souvent déclenchées par des faits perçus comme des abus d'autorité, notamment la mort d'un individu au cours d'une bavure policière.

## Définition
Après que des émeutes raciales ont secoué les grandes villes américaines en 1968, le sociologue afro-américain Kenneth Clark a déclaré devant la commission Kerner réunie à la demande du président Lyndon Baines Johnson :

« Je lis ce rapport sur les émeutes de Chicago en 1919 et c'est comme si je lisais le rapport de la commission d'enquête sur les désordres à Harlem en 1935, le rapport de la commission d'enquête sur ceux de 1943, le rapport de la commission McCone sur les émeutes de Watts. Je dois sincèrement vous dire, Membres de la commission, qu'on se croirait dans Alice au pays des merveilles, avec le même film qu'on nous repasse éternellement : même analyse, mêmes recommandations, même inaction. »

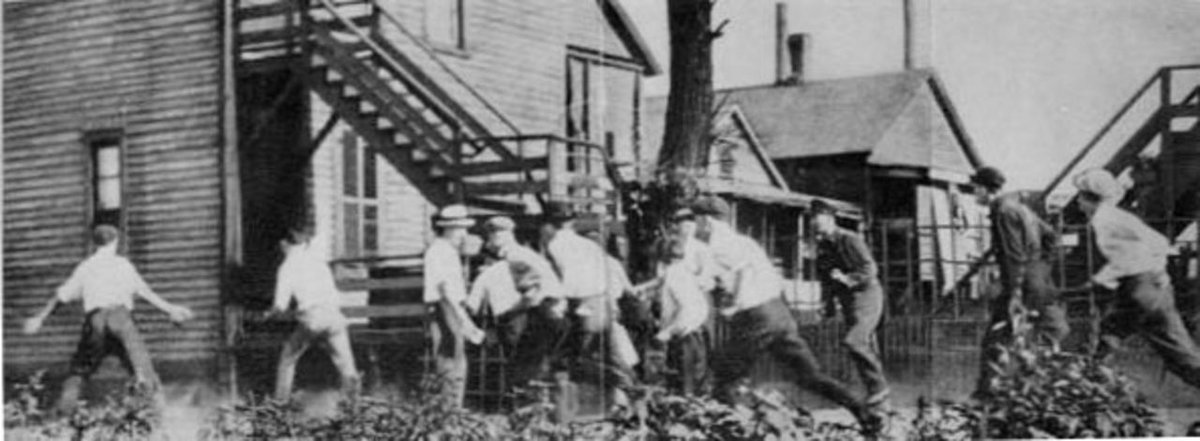
Des Blancs faisant la chasse aux Noirs, pendant les émeutes à Chicago de 1919 déclenchées à la suite de la noyade d’un jeune Noir.

Cette intervention déjà datée met en relief trois grandes caractéristiques de ce que l'on appelle les « violences urbaines » :
- Leur ancienneté relative, en tout cas aux États-Unis d'Amérique.
- Leur irruption sporadique à des périodes et dans des villes différentes.
- L'incapacité apparente des pouvoirs publics à les comprendre, puis éventuellement à les combattre.

Sophie Body-Gendrot affirme notamment que l'expression « violence urbaine » désigne « des actions faiblement organisées de jeunes agissant collectivement contre des biens et des personnes, en général liées aux institutions, sur des territoires disqualifiés ou défavorisés. »

## Cyclicité des violences urbaines en France

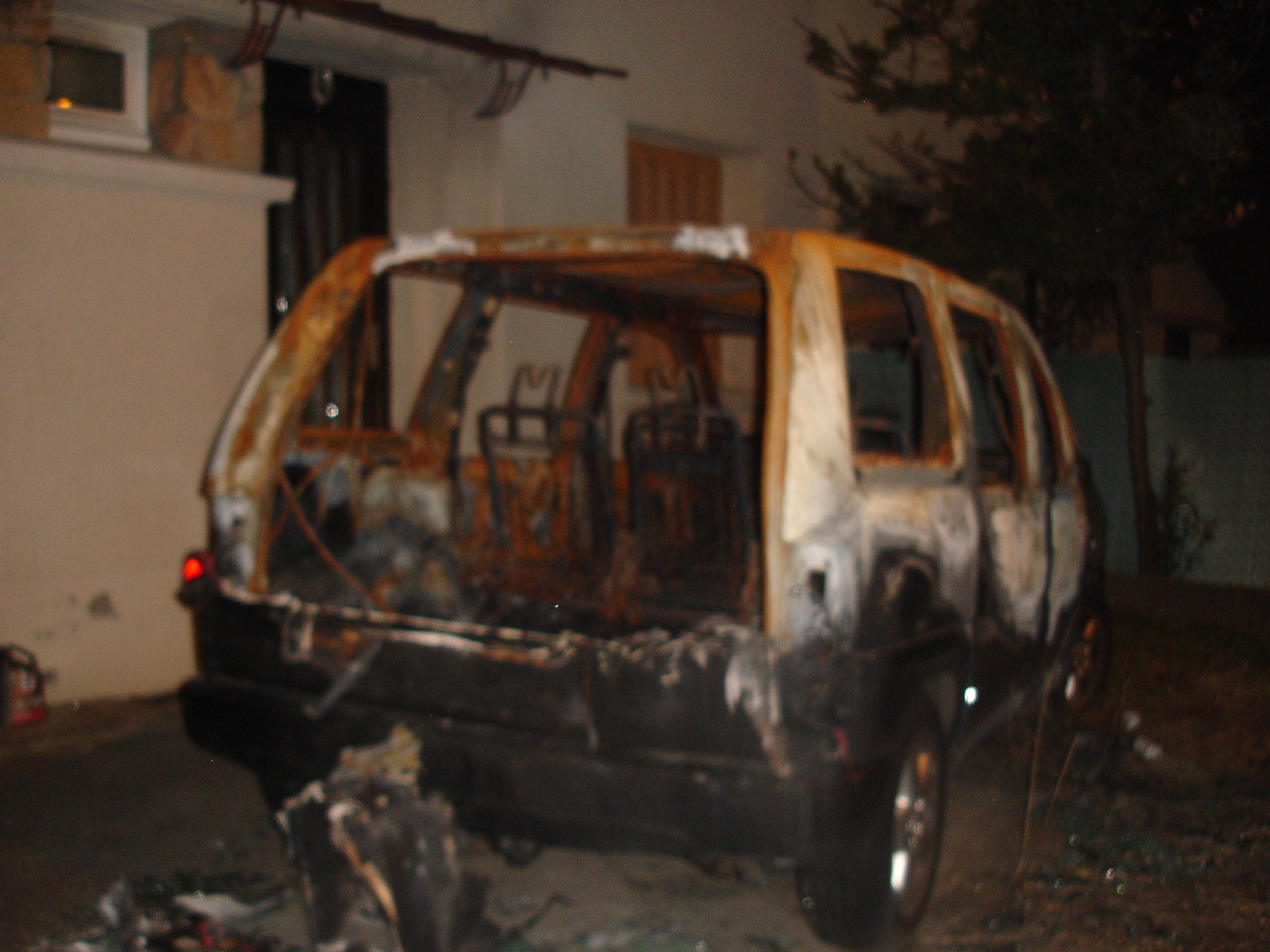
Voiture brulée, décembre 2007.

En 1995, Jacques Joly observe une augmentation de la violence urbaine début octobre et une diminution mi-juillet chaque année.
À Strasbourg, en 1995, quelques dizaines de voitures brûlent en fin d'année, et un peu moins en 1996. En 1997 ont lieu simultanément un emballement médiatique pour ces incendies, couverts en détail dans la presse nationale pour la première fois, et une forte augmentation de leur nombre, passé à 90 en une semaine. L'embrasement des voitures, en particulier dans le quartier de Neuhof, devient un événement annuel. En 2011, le préfet refuse de communiquer les chiffres officiels,.
Les voitures brûlées ne le sont pas qu'au cours du Nouvel An : le 14 juillet 2017, 897 voitures sont déclarées brûlées et les forces de l'ordre sont caillassées et prises en embuscade dans plusieurs quartiers sensibles français.
Depuis 2019, le ministère de l’Intérieur ne communique plus le nombre de voitures brûlées.

## Lien avec l'urbanisation
À la suite de Norbert Elias, l'historien Jean-Claude Chesnais a souligné à son tour la baisse tendancielle de la violence dans les sociétés modernes en n'étudiant cependant que la violence proprement physique. Mais d'autres théoriciens sont venus contredire cette idée à la suite des travaux que l'historien américain Ted Robert Gurr a réalisés dans les années 1970-1980, et qui interprètent la violence en termes de privation : elle se développerait lorsque l'élévation des aspirations des individus ne s'accompagne plus d'une amélioration comparable de leurs conditions de vie. C'est ce qui se serait produit dans les sociétés occidentales à partir des années 1930, décennie au cours de laquelle Ted Gurr observe un retournement de tendance complet, c'est-à-dire désormais l'augmentation durable de la violence homicide, de la criminalité, des vols ou de la délinquance, selon une courbe en J. La thèse de Ted Gurr est parfois évoquée sous le nom de « théorie de la courbe en J » pour cette raison. En France, selon Sebastian Roché, cette montée continue s'observe à partir du milieu des années 1950. Elle est par conséquent indépendante, selon lui, du contexte économique : « La délinquance en particulier augmente durant les années de reconstruction et de prospérité. Depuis le milieu des années 1980, elle tend à stagner, et ce malgré l'augmentation du chômage de longue durée et les phénomènes d'exclusion ». Même si ce schéma est lui-même contesté, il faut garder ces observations en tête pour l'étude des violences urbaines proprement dites, dont l'évolution est différente.
La ville, au niveau organisationnel, a toujours été pensée comme le refoulement de la violence hors de ses murs, en opposition à la campagne alentour, considérée comme le lieu de toutes les jacqueries et de tous les pillages, une campagne où le mouvement de pacification a été très tardif, ce qui explique d'ailleurs l'exode rural massif vers « la lueur libératrice de l'anonymat » des villes, selon l'historienne Élisabeth Claverie. Il faut bien voir cependant que cet anonymat est ambivalent car il est aussi la condition d'existence de toutes sortes de trafics qui peuvent finalement contribuer à la violence de la ville.
Quoi qu’il en soit, comme le fait par exemple remarquer Michel Foucault dans Surveiller et punir, les grands complexes industriels européens ont été construits en lisière des villes pour prévenir les révoltes ouvrières. De même, aux États-Unis, les campus ont été bâtis hors des villes pour éloigner la menace étudiante… Aussi, lorsque la violence amorce une courbe en J après-guerre, consciemment ou non, les autorités vont décider de construire les grands ensembles où loger les populations les plus démunies en banlieue. Or, dans l'inconscient collectif, la banlieue est par excellence et depuis toujours le lieu en marge, celui qui accueillerait les « marginaux », les « barbares », autrement dit les « sauvageons » pour reprendre un mot de Jean-Pierre Chevènement, la « racaille » pour reprendre Nicolas Sarkozy.
Dès le Moyen Âge, la banlieue est cet espace qui se situe à une lieue de la ville et où cesse de s'appliquer le ban, c'est-à-dire le pouvoir seigneurial, cet espace au-delà duquel on est banni, on ne fait plus partie de la Cité, et donc de la civilisation… Les violences « urbaines » ne sont donc en fait le plus souvent que des violences péri-urbaines, en tout cas si l'on exclut de la définition les violences perpétrées au sein des manifestations qui revendiquent quant à elles logiquement une visibilité au cœur même du centre-ville. La violence se retrouve alors au cœur même de la ville du fait que cette dernière est le cœur du pouvoir politique à abattre. Pour le politique, qui est tenté de penser la violence comme contagieuse, cette mise à l’écart pourrait finalement être heureuse.

## Réapparition récente de la violence urbaine

### Apparition des violences urbaines et connexes

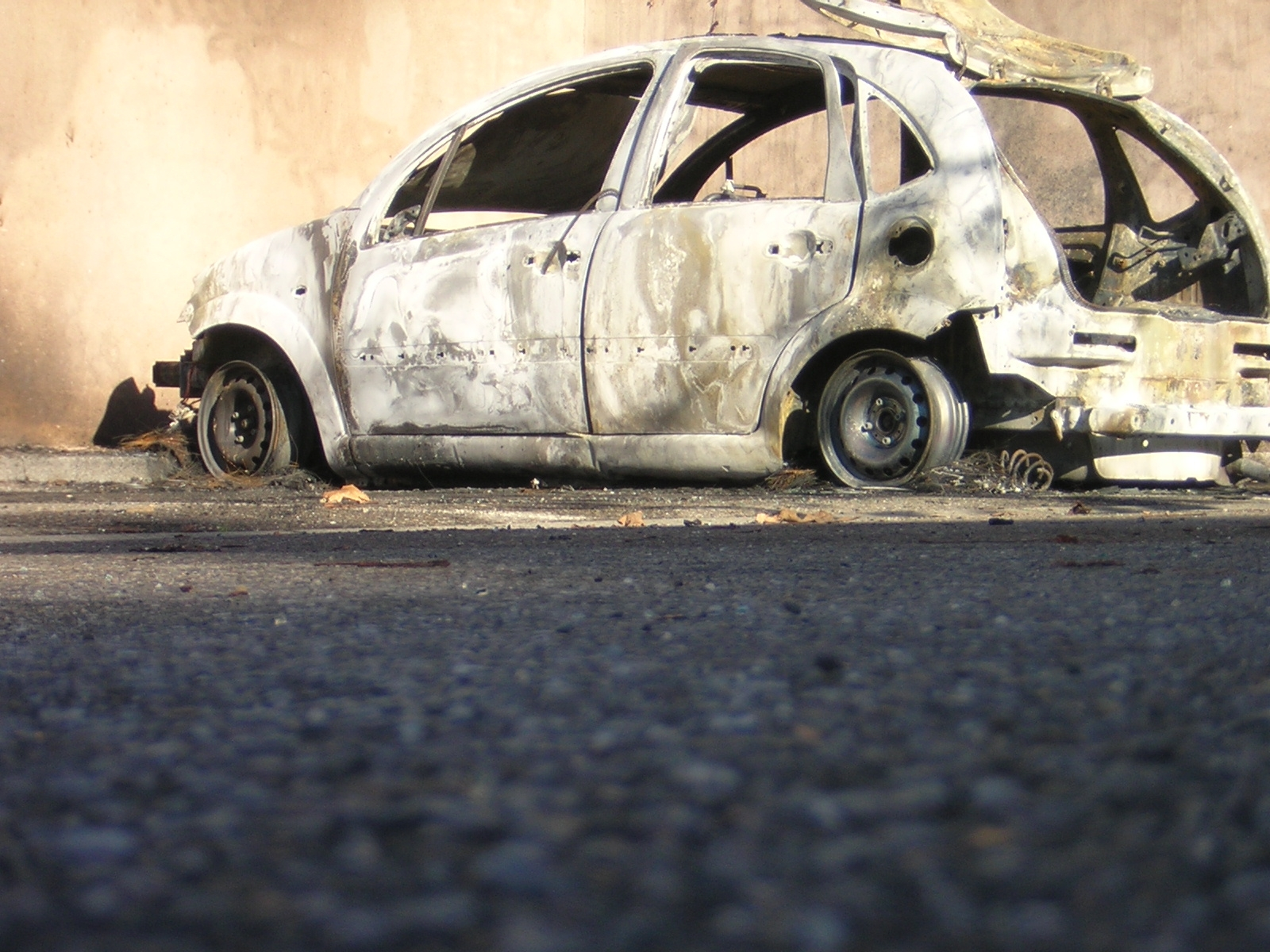
Une voiture brûlée en France en 2005.

Dans une missive adressée au maire de Londres en 1730, l'écrivain Daniel Defoe se plaint déjà que « les citoyens ne se sentent plus en sécurité dans leurs propres murs, ni même en passant dans les rues ».
Les « violences urbaines » telles qu'on les a définies apparaissent quant à elles tout à fait clairement aux États-Unis dans les années 1960, en France au début des années 1980, l'événement de référence demeurant, dans ce pays, les incidents de l'été 1981 aux Minguettes, un quartier de la banlieue est de l'agglomération lyonnaise à cheval sur trois communes où près de 250 voitures seront détruites par des jeunes en l'espace de deux mois[réf. souhaitée]. L'affaire de Charvieu, en août 1989, est de nos jours parfois regardée comme un tournant. Par la suite, les autres incidents marquants en France seront ceux de Vaulx-en-Velin en 1990 et Sartrouville et Mantes-la-Jolie en 1991. À la suite de ces incidents, les violences urbaines vont finir par être perpétrées de façon très régulière, à plus petite échelle, comme à Strasbourg lors des fêtes du Nouvel An dès la fin 1995 (le record sera atteint le 1er janvier 2002 ou on a dénombré 515 véhicules incendiés dans toute l'agglomération strasbourgeoise cette nuit là). Quant au hooliganisme, il ne se développe véritablement en Europe qu'à partir des années 1980. Devenues plus fréquentes, les violences urbaines prennent ensuite des formes diverses ; contre les biens ou contre les personnes, elles peuvent être physiques ou symboliques. Des éruptions plus amples se produisent à l'occasion. Ainsi en est-il fin 2005 partout en France. Cette crise est dénommée Émeutes de 2005 dans les banlieues françaises, elle entraîne l'utilisation de la loi de 1955 sur l'État d'urgence en France. C'est la première fois que cette loi est utilisée pour appliquer un État d'urgence à la partie du pays située en Europe.
Selon S. Body-Gendrot, finalement, « la violence urbaine s'observe dans la plupart des sociétés modernes. Cependant, les manifestations comme les causes de cette violence varient d'une société à l'autre », donc « il est faux de croire que la violence urbaine à laquelle on assiste en France ne serait que la transposition de la situation que connaissent les États-Unis ». « En France, la violence urbaine exprime davantage une perte de confiance dans les institutions », et celle-ci est d'autant plus forte que l'implication de ces institutions dans l'intégration a été traditionnellement importante. Elle vise surtout les équipements et les institutions publiques, et à travers eux, l'État et ses représentants. Comme le souligne Michel Kokoreff, les tags, par exemple, ne visent que peu les véhicules privés.
Depuis 1980 le taux de violence urbaine dans les grandes villes Françaises comme Paris ou Marseille a augmenté. Lors d’événements majeurs comme le 14 juillet ou lors du nouvel an, de nombreux incendies sont allumés volontairement. Les voitures sont la plupart du temps la cible de ces incendies. Des affrontements ont déjà éclaté entre les forces de l'ordre et des citoyens, souvent dans des quartiers classés sensibles. Une échelle des agressions a donc été créée mais celle-ci est refusée par l'État, qui, depuis 1990 détruit méticuleusement tous les outils dont il dispose pour suivre les violences urbaines, car celui-ci ne veut pas admettre que les violences urbaines sont de plus en plus fréquentes.« Le nombre de coups et blessures volontaires enregistré par les forces de sécurité progresse pour la quatrième années consécutive (+4%) ».
Outre les vitrines des commerces, les trois cibles principales sont :
- L'école[19] : au cours de l'année scolaire 2002-2003, 72 507 cas de violences scolaires ont été recensés, dont 1 581 violences physiques avec arme. Ce chiffre inclut également 21 003 violences physiques sans arme et 16 623 insultes ou menaces graves. Le racket compte pour 2,44 % des signalements, les violences à caractère sexuel pour 1,48 %. Pour tenter de résoudre ce problème, aux États-Unis, 39 % des académies emploient des détecteurs de métaux à l'entrée des établissements.
- Les transports urbains : Les fauteuils sont couramment lacérés, les vitres gravées, les portes recouvertes de tags. La SNCF consacre à elle seule cinq millions d'euros annuellement au nettoyage de ces tags. Selon Sophie Body-Gendrot, « si aux États-Unis ce sont dans les parcs que les jeunes règlent leurs comptes, en région parisienne, ce sont les autobus qui sont l'objet d'affrontements » : « les jeunes perçoivent le bus comme leur appartenant, puisqu'il roule sur leur territoire ».
- La police et les pompiers : ils sont régulièrement pris à partie ou caillassés, et déplorent des outrages à agent. Finalement, le fait que les forces censées maintenir l'ordre soient ainsi parmi les premières visées incite assez paradoxalement à plaider en faveur de leur retrait partiel des zones sensibles, afin que l'ordre y soit sauvegardé. C'est une solution parfois utilisée en France, à l'inverse de ce qui se passe aux États-Unis, aux Pays-Bas ou au Royaume-Uni, pays où l'humilité de la police est considérée comme une faiblesse qui accentue le mal. Dans ces pays, c'est en effet la théorie dite « de la vitre brisée » inspirée par les travaux du psychosociologue Philip Zimbardo dans les années 1960 qui prédomine : « dans le cas où une vitre brisée n'est pas remplacée, toutes les autres vitres connaîtront le même sort ». Autrement dit, pour de nombreux spécialistes issus de ces pays, il faut renverser la thèse généralement admise, c'est-à-dire que ce n'est pas la dégradation du lien social qui est cause des incivilités, mais le comportement d'abandon des citoyens face à ces incivilités qui précipitent le délitement du lien social[20].

### Causes de l'apparition des violences urbaines

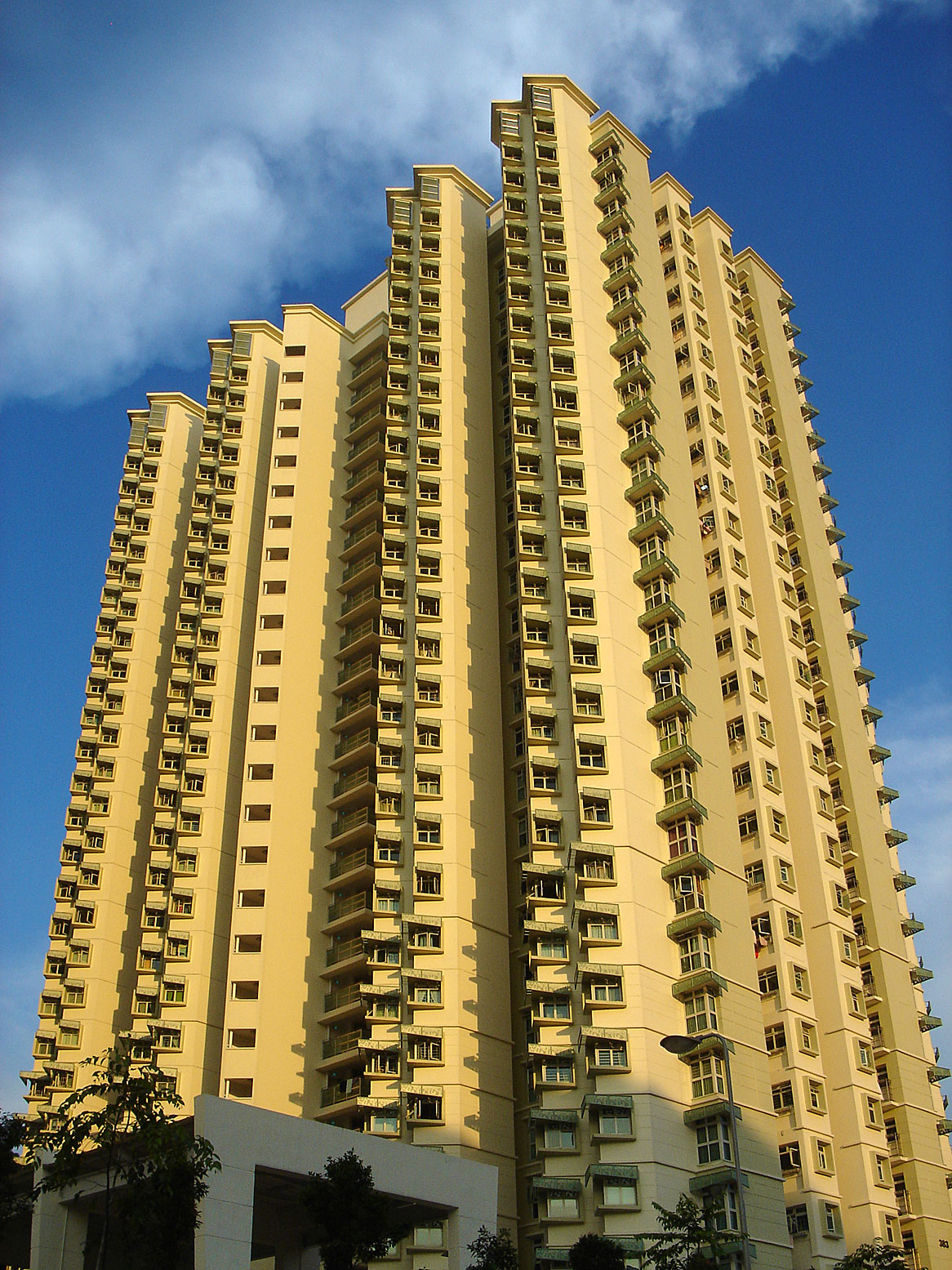
Logements sociaux à Singapour.

Si les explosions de violences urbaines sont souvent déclenchées par des rumeurs de bavure policière ou par quelques abus d'autorité tels que des fouilles considérées comme injustifiées, les dégradations et agressions commises plus généralement par les jeunes dans l'espace de la ville ont plusieurs causes croisées qui deviennent souvent leur conséquence dans une série de cercles vicieux engendrant une paupérisation, :
- Une situation familiale critique telle que la monoparentalité. Cette dernière autoriserait le relâchement du contrôle parental sur les jeunes, en France comme dans tout le monde occidental, États-Unis compris.
- L'échec scolaire, qui peut lui-même découler de la crise familiale. Ainsi, aujourd'hui, la violence telle qu'elle surgit dans les établissements scolaires trahirait un rejet de l'institution, surtout par les élèves en situation d'échec scolaire, qui lui reprochent les humiliations subies. Les difficultés scolaires et dans l'insertion professionnelle sont mal ressenties par la deuxième génération de l'immigration, qui aspirait à un meilleur statut que ses parents et peut trop rarement concrétiser cet espoir; ceux qui réussissent quittent le quartier. De fait, un certain nombre de chercheurs voient dans la massification des effectifs scolaires et dans la prolongation des études qui se sont opérées dans un contexte de chômage élevé les causes d'une perte de sens qui a engendré la violence accrue des quartiers.
- Le chômage, fruit du contexte économique très difficile génère des rancœurs entre ceux qui ont un travail, des revenus et ceux qui peinent à en trouver et qui se paupérisent.
- Le développement d'une économie parallèle : trafics en tout genre, organisation de gangs qui se combattent, qui s'arment.
- L'absence de mobilité géographique des plus démunis. Elle tend à accentuer au fil des départs des plus fortunés une césure géographique inéluctable, éventuellement renforcée au quotidien par une faible desserte des transports publics. L'exiguïté des logements dans lesquels ils sont donc condamnés à vivre (éventuellement avec une famille nombreuse) pousse finalement les jeunes à tenter de s'approprier l'espace public le plus proche[23], à chercher à contrôler les grands espaces mitoyens comme la dalle ou les lieux de passage stratégiques comme les cages d'escalier ou les halls d'entrée. Une fois ces territoires acquis, ils opèrent à un véritable marquage, par exemple au moyen de tags, mais aussi d'un contrôle plus strict, par le biais de prélèvements illicites de biens publics ou privés, qu'ils appellent eux-mêmes « taxer », ce qui est un terme de droit financier qui renvoie au monopole étatique d'imposer. Par conséquent, il y aurait une influence de l'environnement immédiat sur la production de violence, et notamment de l'architecture urbaine telle que celle des grands ensembles, tours et autres barres des années 1960 sur les jeunes qui y vivent.[réf. nécessaire].
- Des pratiques dites déviantes telle que la toxicomanie[24], pratique qui nécessite la mise en place de trafics dont la protection exige souvent le recours à la violence.
- L'absence d'influence politique[25] et la sous-médiatisation[26], qui contraignent au recours à la violence ceux qui veulent se faire entendre. La violence et la force ne sont alors qu'un répertoire d'action comme un autre mais qui présente l'avantage d'être mobilisable à tout instant.
- La discrimination raciale.

À ces explications classiques s'ajoutent des causes plus lourdes citées par Hugues Lagrange, des causes qui sont peut-être plus culturelles :
- Une crise de la masculinité, qui est elle-même liée à la mécanisation du travail qui a dévalorisé la force physique[27]. Violence et virilité sont ici associées. Les jeunes femmes, victimes de nombreuses atteintes à leur liberté de choix[réf. nécessaire], ont obtenu une reconnaissance médiatique avec Ni putes ni soumises.
- le conflit interindividuel ne saurait ainsi se régler de façon médiate par le truchement de la justice. Or, cette culture se fonde sur une définition extensive du « respect » mutuel ou encore de l'honneur, et ceux-ci apparaissent donc souillés relativement souvent. La violence immédiate surgit donc très rapidement. De ce point de vue, selon Hugues Lagrange, la violence est une quête de reconnaissance qu'il ne faut pas sous-estimer : « La violence implique une quête de légitimité qui lui est essentielle. On ne fait violence qu'à ce qui a le caractère de l'être organisé, en brisant un verre pas en cassant un rocher. C'est en anéantissant une autre intention – celle qui a fait le verre – que la violence cherche à se faire reconnaître comme anticréation ».

En France, selon le même auteur, « les valeurs des jeunes qui vivent dans les quartiers de relégation participent d'un syncrétisme qu'on a parfois du mal à saisir : mélange d'individualisme consumériste et de comportements grégaires et clanistes fondés sur la défense du territoire et l'honneur du groupe. Ce syncrétisme tourne le dos à la fois à la culture modeste, patiente, souvent résignée, des immigrants, notamment maghrébins, et aux valeurs anti-consuméristes, voire idéalistes, portées par une fraction de la jeunesse issue des classes moyennes ». En fait, selon d'autres auteurs, ils disposeraient bien d'une culture spécifique qui a émergé récemment, la culture hip-hop, qui dispose de ses propres codes. Et le paradoxe apparent qui fait que cette culture semble s'acharner à détruire son propre cadre de vie ne serait pas insurmontable. Selon Sophie Body-Gendrot, « ce vandalisme institutionnel n'est pas nouveau. Il peut participer d'un « marchandage collectif par l'émeute », à l'image des opérations de sabotage que menaient les ouvriers au siècle passé pour faire pression sur le patronat ».

## Difficulté de proposer une réponse publique

### Difficultés d'intervention face à la violence urbaine elle-même
Dans la mesure où l'État se définit dans le sens weberien comme une entreprise de monopolisation de la violence physique légitime, l'irruption de « violences urbaines » est particulièrement grave du point de vue du politique : elle remet en question la capacité de l'instance étatique à défendre les citoyens, laquelle est la base du pacte social, sa promesse. Ceci est d'autant plus vrai que le monopole de la violence par l'État serait attaqué de tous les côtés. Ainsi, selon Sebastian Roché, l'augmentation de la violence que l'on connaît depuis l'après-guerre n'est pas imputable à une catégorie particulière d'individus, mais à la généralisation des comportements agressifs dans les différentes couches de la population. Selon lui, des observations ont par exemple relevé que de bons élèves pratiquent aussi le racket à l'extérieur de l'école.
Selon le politologue, l'État devrait donc apporter une réponse nette au problème de la violence des villes s'il veut rester crédible. La solution oscille tantôt entre répression et prévention, avec, en France, un accent fort sur la seconde, en tout cas jusque récemment. Elle nécessite en tout cas l'intervention d'une justice forte. Or, en France, comme le fait remarquer Yves Michaud, la violence est une notion très peu utilisée par les juristes car assez mal définie aux articles 222-7 et suivants du Code pénal. Elle nécessite aussi, en tant que politique publique, une évaluation efficace, ce qui signifie un outil statistique efficace. Or, celui-ci poserait problème, notamment parce qu'il est utilisé par ceux-là mêmes qui ont intérêt à le manipuler, les policiers et le ministère de l'Intérieur. Il pose également un problème s'il n'est pas stable dans le temps, comme si on remplace subrepticement, comme récemment en France, l'observation du nombre de plaintes déposées par le taux d'élucidation des enquêtes qui ont suivi.
Ces problèmes peuvent être contournés par l'introduction d'analyses qualitatives des formes de violence urbaine et de leur répression, dans le cadre de programmes spécifiques. Mais toutes les violences ne sont pas quantifiables. Aussi, depuis quelques années, des enquêtes de victimisation sont réalisées pour mieux appréhender qualitativement les phénomènes de violence. Elles consistent à interroger les personnes sur les incidents dont elles auraient été victimes et qu'elles ont ou non déclarés à la police. Ces enquêtes existent de longue date aux États-Unis, et depuis peu en France, dans le cadre de l'International Crime of Victimization Survey.
En tout cas, plusieurs arguments s'opposent ici à l'idée d'une augmentation récente des violences urbaines, comme le manque de fiabilité ou l'existence de biais statistiques, le fait qu'une augmentation peut traduire une simple amélioration du recueil des plaintes par la police, ou même une sensibilité plus grande des individus à la violence, qui les inclinerait à porter plainte plus facilement. On signale aussi que les chiffres restent des moyennes qui peuvent masquer d'importantes disparités géographiques et sociales. En fait, plus qu'à une augmentation de la violence, c'est à une diversification des victimes et des institutions visées à laquelle on assisterait.
En général, actuellement, la lutte contre les « violences urbaines » prend plusieurs formes :
- Le renforcement de la présence policière dans les zones sensibles par une redistribution des forces vers celles-ci, qui sont elles-mêmes redéfinies[31], deux mouvements qui peuvent d'ailleurs accentuer involontairement la déstructuration des espaces visés ou le sentiment de déstructuration. Le meilleur équipement des policiers qui les accompagne pourrait quant à lui faire craindre aux jeunes un renforcement du contrôle pesant déjà sur eux. Rappelons à ce propos à la suite de Michel Foucault que la délinquance n'est qu'un construit de nos sociétés qui remplace d'anciennes formes d'illégalismes qui ne pouvaient pas, quant à elles, être contrôlées à distance, de loin. Ce construit s'opère par le biais de la mise en œuvre de nouveaux moyens techniques et technologiques de surveillance. Aujourd'hui, la majorité des fauteurs de trouble éventuellement interpelés après des incidents sont déjà « connus » de la police auparavant.
- Des tentatives de discrimination positive en faveur des quartiers sensibles. Dans un article du Monde daté du 18 novembre 2003, Jean-Louis Borloo alors ministre délégué à la ville et à la rénovation urbaine en France déclarait : « La spécificité française aujourd'hui en Europe, c'est que l'arrogance républicaine nous a fait passer directement à la case « ghetto », sans passer par la case communautaire que rejettent les principes de notre République. Cette ghettoïsation favorise les haines, bien plus qu'un système communautaire ».
- Le renouvellement urbain, plus ou moins important selon les pays. En 2003, l'effort total de la France en faveur de la politique de la ville et du développement social urbain ne représente que 5,7 milliards d’euros, soit 0,36 % du PIB. Pour comparaison, l'Allemagne a consacré chaque année 3,5 % de son PIB à la réunification et au renouvellement urbain qu'elle impliquait pendant dix ans.

### Choix de lutter contre les effets des violences, notamment le sentiment d'insécurité
Contrairement aux autres types de violences civiles, les « violences urbaines » ont des effets au-delà de leurs victimes directes. Comme le mentionne Yves Michaud, notre relation à la réalité violente ne passe en effet que pour partie par l'expérience directe que nous en avons : elle passe aussi désormais par les témoignages et les informations que nous recevons, notamment par les médias, mais aussi par les entreprises de sécurité qui ont elles aussi grand intérêt à accentuer notre perception de la violence, car la sécurité représente un marché conséquent. Ainsi se crée cette situation paradoxale dans laquelle peu de personnes affirmant ressentir l'insécurité ambiante ont elles-mêmes été agressées. C'est ce que l'on appelle le sentiment d'insécurité. Pour les uns, un tel sentiment est d'abord le produit de fantasmes, en contradiction avec la baisse tendancielle de la violence dans les sociétés modernes. Pour d'autres, tels Sebastian Roché, il traduit au contraire une augmentation effective de la délinquance et de la criminalité, ainsi que d'un phénomène peu pris en considération il y a quelques années : les incivilités. L'étude des incivilités a commencé en France dans les années 1990, après les États-Unis (années 1970). Cependant, les statistiques ignorent les incivilités légales tels que les impolitesses et ne s'intéressent qu'aux incivilités illicites.

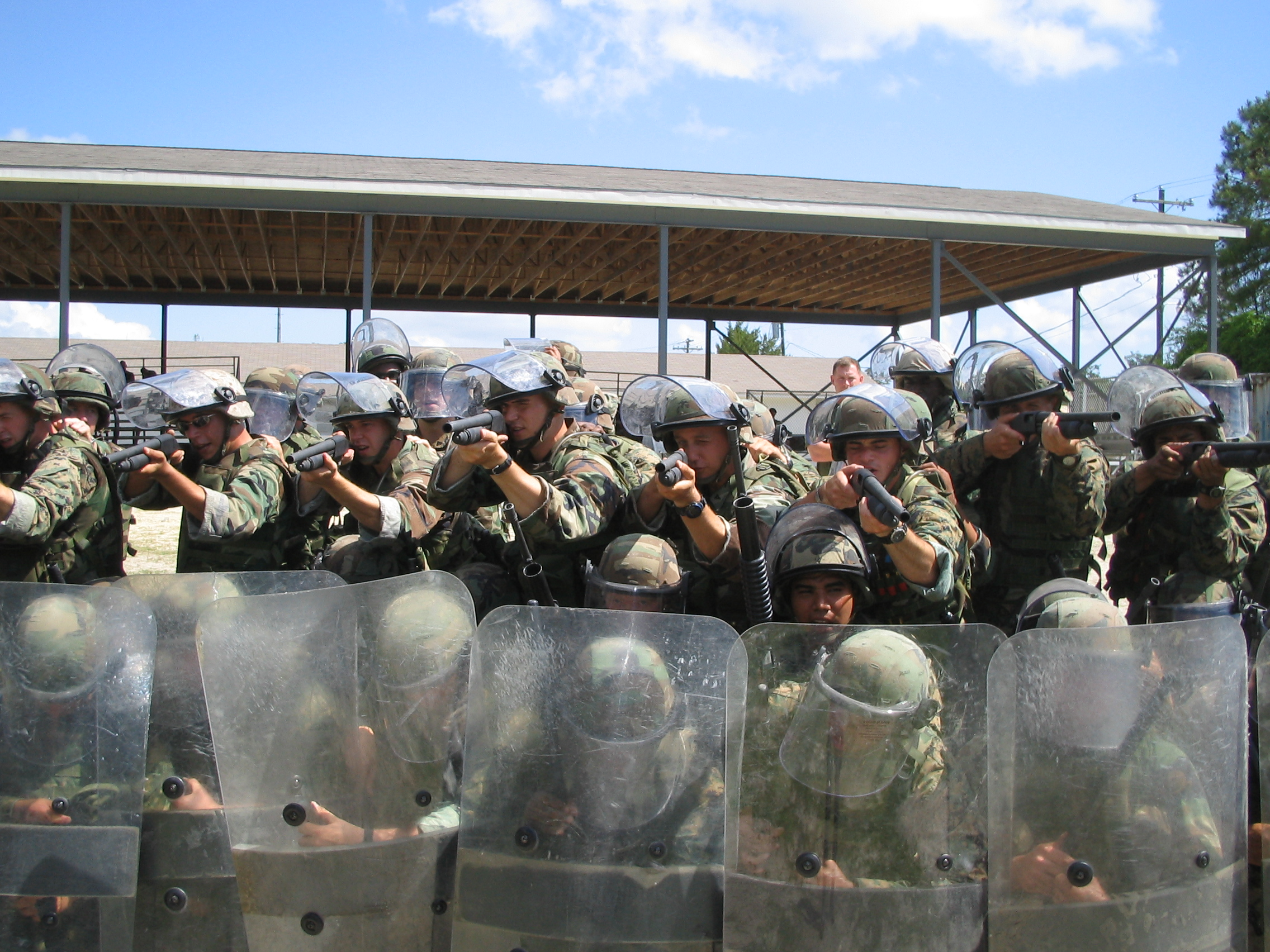
Des Marines formés pour lutter contre des émeutiers dans l'Ohio.

Du point de vue du politique, dans la mesure où il touche les masses, le sentiment d'insécurité lié aux violences urbaines est peut-être plus important que les violences et dégradations urbaines elles-mêmes, car il est la véritable force qui détermine le vote sécuritaire, au-delà de la violence réelle. Le politique cherche donc à le mesurer, puis éventuellement à le faire reculer lui aussi, ce qui peut engendrer des problèmes complexes. Par exemple, faut-il placer les forces de police là où l'on en a vraiment besoin au risque de faire craindre un abandon au reste de la population, ou au contraire les concentrer là où elles ne jouent qu'un rôle symbolique au risque que la situation des quartiers abandonnés devienne incontrôlable en leur absence relative ? En bref, la lutte contre les violences urbaines engage donc deux curseurs dont les mouvements sont partiellement liés, mais partiellement seulement, le premier étant celui de la violence réelle, le second de la violence ressentie. En se fondant par exemple sur la démocratie de proximité, la politique publique de lutte contre les violences urbaines idéale serait donc un mélange d'action et de représentation qui serait condamnée à ne réussir que partiellement.

## Repenser l’espace et reconstruire afin de réguler le problème des violences urbaines
(janvier 2013).
- Si vous ne connaissez pas le sujet, laissez ce bandeau (vous pouvez alors contacter les auteurs).
- Si vous supprimez le contenu mis en cause (vous pouvez préalablement contacter les auteurs),

argumentez précisément cette suppression dans la page de discussion
(un manque de référence n'est pas un argument ; une recherche réelle de référence doit avoir été effectuée, être formellement documentée).
Dans l’article « La Ville, peur et espérance », C. Samet met en avant l’urbanisme au service de la justice et de la sécurité. « Lorsque le baron Haussmann entreprend de remodeler le Paris des rues sinueuses, il veut combattre la Trinité maudite de la maladie, du crime et de la Révolution ». En effet, l’élargissement des rues en avenues permet plus facilement la circulation de la police. Quels intérêts les géographes ont-ils à s’intéresser au phénomène ? Comment peuvent-ils contribuer à sa régulation ?

### Géographisation d’un sujet social
Le débat entre exclusion sociale et urbanité est née aux États-Unis. Il s’agissait alors de comprendre pourquoi la pauvreté était concentrée, entassée dans une aire urbaine. En France, il faudra attendre 1970 et l’intervention de Chamboredon et Lemaire pour que l’approche de l’exclusion se fasse avec un regard scientifique. Le thème est abordé à l’aide de concepts purement géographiques tels que ceux de la distance, de la proximité ou de la frontière. Les géographes s’intéressent alors au rôle du territoire dans l’intensification de l’exclusion sociale. « L’espace géographique a un horizon, un modèle, de la couleur et de la densité » (Dardel). La géographie cherche alors à comprendre les faits sociaux dans leur dimension spatiale. L’Homme et son milieu sont indissociables, ils agissent l’un sur l’autre, s’influencent et se modifient. Di Méo affirme que l’individu social établi des relations avec la Terre et ses lieux. « Ce qui est nulle part n’existe pas » (Aristote). Les géographes mettent en avant le rôle de l’isolement géographique dans les violences urbaines. Le HLM est vu à la fois comme un refuge mais également et surtout, comme un enfermement spatial. La banlieue est vue de loin par son aspect vertical qui marque sa différence dans le paysage. Les connotations et les représentations collent aux lieux : peur, insécurité, malaise, mal-être…
Les études géographiques permettent de mettre des localisations précises à ces phénomènes. Elles les situent dans un premier temps dans les banlieues, puis montrent dans un deuxième temps son expansion géographique. Jacques Joly publie en 1995 un article nommé Géographie de la violence urbaine en banlieue. Les géographes ont diagnostiqué le « déficit urbain » de certaines banlieues, ayant une faible lisibilité du tissu urbain et une médiocre centralité. Ils mettent alors en avant le besoin de réorganiser spatialement l’espace.

### Reconstruire cet espace pour résoudre le problème
La ville est actuellement encore trop considérée comme un havre de paix et comme le lieu de tous les développements actuels. Cette vision est en opposition avec la montée de la violence et de l’insécurité. Le remodelage physique de l’espace construit à des fins plus ou moins explicites de défense sociale est mis en avant. Duport, ancien préfet d’Île-de-France, affirme « il appartient aux urbanistes de se former aux problèmes de sécurité ». Repenser l’environnement urbain devient la clé pour prévenir la criminalité. Le but n’est plus de se protéger des accidents et des problèmes naturels mais plutôt des aléas sociaux. En France, on parle d’« architecture de prévention ».
Repenser l’aménagement des banlieues a débuté dans les années 1970 aux États-Unis. Mais en France, l’exemple le plus usé est celui des travaux du baron Haussmann. Ces derniers étaient réalisés dans le but d’arrêter les révolutions du peuple. Après mai 1968, les pavés des boulevards ont été retirés et les nouvelles universités ont été construites en périphéries pour éloigner les éventuelles manifestations étudiantes.
En 1982 et 1992, Lyon et les Minguettes ont vu 23000 logements sociaux être détruits. En 2000, c’est au tour des 526 logements de St Étienne. Les géographes ont également mis en avant, le rôle des flux humains dans les émeutes. L’exemple de l’aménagement du Stade de France n’est pas anodin, elle permet de répartir les flux piétons comme le montre le schéma ci-dessous.[Où ?]
L’architecture des banlieues est considérée comme une « pousse-au-crime » (Garnier) de par son isolement et son aspect.
Changer la ville deviendrait un moyen de changer le mode de vie de celle-ci. Cependant, les géographes s’accordent sur le fait que l’urbanisme ne reste qu’une aide : le problème des inégalités sociales est, en effet de plus en plus important.

### Étude de cas sur la ville de Montpellier
Nous allons voir un exemple d'inégalité avec la ségrégation spatiale à l'échelle locale (Montpellier) avec l'exemple de la Paillade. La ségrégation spatiale comme on a pu le voir auparavant est un processus de division sociale et spatiale d'une société en unités distinctes. On peut donc remarquer ces processus sur les cartes topographiques. En effet, ce processus commence par la création d'une zone d'habitation à l'écart de la commune. Cette zone est donc moins bien desservie et possède moins d'équipements.
Voici l'évolution du quartier de la Paillade et des conséquences du problème de ségrégation spatiale.
C'est en 1961 que le conseil municipal décide de la création d'une zone à urbaniser en priorité sur le domaine agricole de la Paillade. En 1981, on peut y avoir en termes d'équipements trois centres commerciaux ainsi qu'un petit quartier résidentiel. En 1992 de nouvelles structures telles que les collèges, et de loisirs tels que des stades ou des terrains de golf sont déjà apparues.
Aujourd'hui le quartier de la Mosson se divise en deux sous-quartiers: La Paillade et Les Hauts de Massane. La Paillade comme d'autres quartiers de la commune de Montpellier tels que le Petit Bard sont classés en tant que Zone Urbaine Sensible (ZUS). Les ZUS sont des zones marqués par un chômage élevé et une difficulté d'insertion des jeunes. Ces problèmes sont la conséquences de la ségrégation spatiale.
Ainsi, plusieurs mesures ont été mises en place pour intégrer ce quartier et le faire retirer des ZUS. Au niveau des transports la transformation en profondeur de l’avenue de l’Europe en boulevard urbain pour intégrer le quartier à un nouvel environnement urbain valorisant, l'intégration au réseau de tramway (TAM). Au niveau des équipements ce sont principalement des équipements culturels et sportifs qui ont été ajoutés tels que des églises, une mosquée, un théâtre, un centre nautique… ainsi que des écoles et collèges afin de faciliter leur scolarisation. Mais les transports et les équipements ne sont pas les seules réponses au problème de ségrégation spatiale. En effet, l’aménagement des espaces publics et espaces verts ainsi que l'aide à la création d'entreprise à travers l'exonération temporaire de cotisation foncière sont une réponse pour le problème du chômage et de la qualité de vie.

## Conclusion
Comme l'affirme Yves Michaud, « la plupart des sociétés comportent des sous-groupes, dont le niveau de violence est sans commune mesure avec celui de la société ou, du moins, avec les évaluations communes qui y prédominent : tel est le cas des groupes militaires, des gangs de jeunes ou des équipes sportives ». Tel est aussi le cas des jeunes qui produisent la violence urbaine telle que définie plus haut. Dans les groupes que ces jeunes forment, la violence serait même la norme : il y serait bien vu d'avoir fait de la prison. Ce passage crédibiliserait un individu et, ce faisant, lui permettrait de ne plus avoir recours à la violence physique directe pour être respecté. Dans ces conditions d'inversion de la norme, même les luttes de pouvoir entre les jeunes d'un même groupe sont des luttes violentes, et cela a de grandes conséquences sur leur espace environnant, qui est aussi celui des tiers : sur la ville, sur son mobilier urbain, ou sur les transports urbains.